# Saved by Fire
Pour plus de détails, voir Fiche technique et Distribution.
Saved by Fire est un film muet américain réalisé par Lem B. Parker et sorti en 1912.

## Fiche technique
- Titre : Saved by Fire
- Réalisation : Lem B. Parker
- Scénario : Lem B. Parker
- Producteur :  William Selig
- Société de production : Selig Polyscope Company
- Société de distribution : General Film Company
- Pays d'origine :  États-Unis
- Langue : Anglais
- Format : Noir et blanc — 35 mm — 1,33:1 — Muet
- Genre : Thriller
- Durée : 10 minutes
- Dates de sortie : 
  -  États-Unis : 11 novembre 1912

## Distribution
- Wheeler Oakman : Manley Hart
- Phyllis Gordon : Junie Green
- Al Ernest Garcia : J. Harden Stone
- Eddie James : Hy Jinks
- Frank M. Clark : Guy Briggs
- Frank Littlefield : le secrétaire
- Anna Dodge : Mrs. Hart
- Daisy Prideaux : la sténographe